# رون أندرسون (لاعب كرة سلة مواليد 1958)
رون أندرسون (بالإنجليزية: Ron Anderson)‏ مواليد 15 أكتوبر 1958 في شيكاغو، هو لاعب كرة سلة أمريكي سابق بدأ مسيرته الاحترافية في سنة 1984. تم اختياره من قبل فريق كليفلاند كافالييرز خلال الدرافت. يبلغ طوله 6 قدم 7 بوصة (2.0 م). اعتزل اللعب في 1999. أحرز خلال مسيرته في الإن بي إيه 7056 نقطة بمعدل 10.6 نقاط في المباراة الواحدة.

## المسيرة الاحترافية
لعب مع كليفلاند كافالييرز من سنة 1984 إلى 1986، ثم لعب مع إنديانا بايسرز من سنة 1985 إلى 1988، ثم لعب مع فيلادلفيا سفنتي سيكسرز من سنة 1988 إلى 1993، ثم لعب مع بروكلين نتس في سنة 1993، ثم لعب مع واشنطن ويزاردز في سنة 1994، ثم لعب مع مكابي تل أبيب لكرة السلة في موسم 1995–1996، ثم لعب مع لو مان سارت باسكت في الدوري الفرنسي في موسم 1996–1997.

## روابط خارجية
- رون أندرسون على موقع إن بي أي (الإنجليزية)
- رون أندرسون على موقع سبورتس رفرنس (الإنجليزية)
- رون أندرسون على موقع كرة السلة الأوروبية.كوم (الإنجليزية)
- رون أندرسون على موقع كلية كرة السلة في سبورتس رفرنس.كوم (الإنجليزية)
- رون أندرسون على موقع ريلجم (الإنجليزية)
- رون أندرسون على موقع بروبوليرز (الإنجليزية)